# Germoplasma

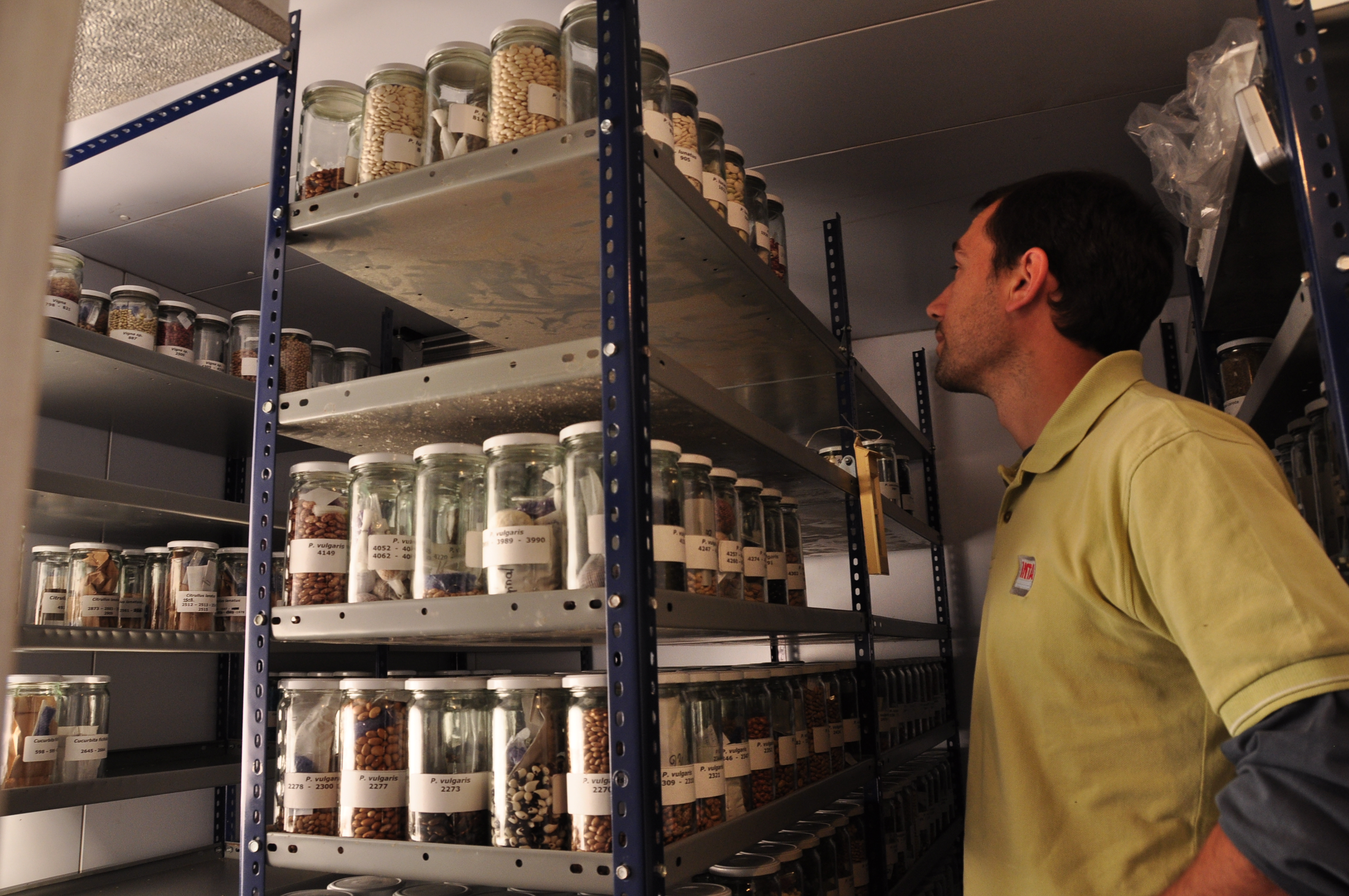
Semillas que componen el banco de germoplasma en la EEA La Consulta, Mendoza

El germoplasma  es el conjunto de genes que se transmite a través de la reproducción a la descendencia por medio de gametos o células reproductoras.  El concepto de germoplasma se utiliza comúnmente para designar a la diversidad genética de las especies vegetales, silvestres y cultivadas, de interés para la agricultura y, en ese caso, se asimila al concepto de recurso genético. 
Con el fin de conservarlo en cualquiera de sus formas reproductivas (semillas, esquejes, tubérculos, etc.) se han establecido en el mundo los llamados bancos de germoplasma: su misión consiste en ubicar, recolectar, conservar y caracterizar el plasma germinal de las plantas que, por sus atributos, son consideradas de interés prioritario para beneficio de la humanidad, además de aportar conocimiento científico orientado a la optimización de la conservación y uso de los recursos fitogenéticos.